# كأس ديفيز 2015
كأس ديفيز 2015 (بالإنجليزية: 2015 Davis Cup)‏ هو موسم من كأس ديفيز. أقيم خلال الفترة 6 مارس 2015 وحتى 29 نوفمبر 2015، وفاز فيه منتخب بريطانيا العضمى لكأس ديفيز.